# Brun vårtlav
Brun vårtlav (Staurothele fissa) är en lavart som först beskrevs av Taylor, och fick sitt nu gällande namn av Philipp Franz Wilhelm von Zwackh-Holzhausen. Brun vårtlav ingår i släktet Staurothele och familjen Verrucariaceae.  Arten är reproducerande i Sverige. Inga underarter finns listade i Catalogue of Life.